# ژونگلو
ژونگلو (به لاتین: Zhonglu) یک شهرک در جمهوری خلق چین است که در Lichuan, Hubei واقع شده‌است. ژونگلو ۶۲۶ متر بالاتر از سطح دریا واقع شده‌است.